# Xenohyla truncata
Espèce
Synonymes
- Hyla truncata Izecksohn, 1959

Statut de conservation UICN

 NT  : Quasi menacé
Xenohyla truncata est une espèce d'amphibiens de la famille des Hylidae.

## Répartition
Cette espèce est endémique de l'État de Rio de Janeiro au Brésil. Elle se rencontre jusqu'à 50 m d'altitude,.

## Alimentation
Xenohyla truncata est la seule espèce d'anoure connue à se nourrir uniquement de fruits. Les anoures adultes sont habituellement carnivores.

## Publication originale
- Izecksohn, 1959 : Uma nova especie de "Hylidae" da baixada fluminense, Estado do Rio de Janeiro, Brasil (Amphibia, Anura). Revista Brasileira de Biologia, vol. 19, p. 259-263.